# Canisteo
Canisteo és una població dels Estats Units a l'estat de Nova York. Segons el cens del 2000 tenia 2.336 habitants.

## Demografia
Segons el cens del 2000, Canisteo tenia 2.336 habitants, 948 habitatges, i 626 famílies. La densitat de població era de 929,8 habitants/km².
Per edats la població es repartia de la següent manera: un 26,6% tenia menys de 18 anys, un 7,1% entre 18 i 24, un 24,8% entre 25 i 44, un 25,5% de 45 a 60 i un 15,9% 65 anys o més.
L'edat mediana era de 39 anys. Per cada 100 dones de 18 o més anys hi havia 85,9 homes.
La renda mediana per habitatge era de 32.269 $ i la renda mediana per família de 42.560 $. Els homes tenien una renda mediana de 31.129 $ mentre que les dones 22.857 $. La renda per capita de la població era de 14.818 $. Entorn del 7,8% de les famílies i el 10,6% de la població estaven per davall del llindar de pobresa.